# Paglieta
Paglieta ist eine italienische Gemeinde mit 4155 Einwohnern (Stand 31. Dezember 2023) in der Provinz Chieti in der Region Abruzzen.

## Geographie
Paglieta liegt etwa 60 Kilometer südöstlich der Provinzhauptstadt Chieti auf einem Hügel auf der rechten Seite des Flusses Sangro, rund zehn Kilometer vor dessen Mündung bei Torino di Sangro ins Adriatische Meer. Paglieta ist ein Landwirtschaftszentrum im Sangro-Tal (Olivenanbau, Weinbau).
Zur Gemeinde Paglieta gehören die Ortsteile (frazioni) Collemici, Molina, Piana del Mulino, Piano della Barca, Prato, Ranco, Sant’Egidio und Torre. Die Nachbargemeinden sind Atessa, Casalbordino, Fossacesia, Lanciano, Mozzagrogna, Santa Maria Imbaro und Torino di Sangro.

## Geschichte
Der Ort wurde zum ersten Mal Ende des 12. Jahrhunderts als Palletum oder Castrum Palletae erwähnt (von lat. palea, Stroh). Er gehörte den Familien Lanciano (14. Jahrhundert) und Pignatelli (ab dem 16. Jahrhundert).

## Kultur und Sehenswürdigkeiten
- Reste der mittelalterlichen Stadtmauer
- Torre civica – Der Glockenturm wurde zwischen 1750 und 1800 auf einem alten Stadttor errichtet.

### Kirchen
- Chiesa di San Canziano – Kirche aus dem 12. Jahrhundert, mehrmals, zuletzt im 19. Jahrhundert umgebaut
- Chiesa di San Rocco – 16. Jahrhundert, 1875 umgebaut
- Chiesa di Santa Maria Assunta in Cielo – Zu Beginn des 19. Jahrhunderts errichtete Kirche

### Regelmäßige Veranstaltungen
- Festa di San Vincenzo – Sonntag nach Ostern
- Festa dei Santi Canzio Canziano e Canzianella – Fest mit Prozession (30. – 31. Mai)
- Festa di San Giusto – Fest des Ortspatrons (13. – 14. Juli)
- Festa di San Rocco – Fest am 14. August

## Wirtschaft
Zwischen den Gemeinden Atessa und Paglieta in dem Val di Sangro befindet sich die größte Produktionsstätte für leichte Nutzfahrzeuge in Europa. Es umfasst eine Fläche von etwa 1.200.000 m² (120 ha), davon bebaut 344.000 m² mit rund 5.200 Arbeitsplätzen. Das Werk Sevel (Società Europea Veicoli Leggeri) wurde 1981 als Joint-Venture zwischen Fiat und PSA Peugeot Citroën gegründet und ist für den gesamten Produktionszyklus konzipiert.

## Weinbau
In der Gemeinde werden Reben der Sorte Montepulciano für den DOC-Wein Montepulciano d’Abruzzo angebaut.